# Helophorus fenderi
Helophorus fenderi är en skalbaggsart som beskrevs av Mccorkle 1965. Helophorus fenderi ingår i släktet Helophorus och familjen halsrandbaggar. Inga underarter finns listade i Catalogue of Life.